# Ernst Reiterer
Pour les articles homonymes, voir Reiterer.
Ernst Reiterer est un compositeur et chef d'orchestre autrichien né le 27 avril 1851 à Vienne où il est mort le 27 mars 1923.

## Biographie
Ernst Reiterer fait ses études musicales au Conservatoire de la Société des amis de la Musique avec Georg Hellmesberger, le violoniste Carl Heissler et Eduard Köhler. En 1873, il travaille comme chef d'orchestre dans divers théâtres de province, et de 1881 à 1883 au Theater in der Josefstadt de Vienne. Il se produit au théâtre du parc Venedig in Wien, au Prater, au Carltheater, au Fürsttheater et au Danzers Orpheum. Pour ce théâtre, Reiterer compose la musique de nombreux vaudevilles et des Volkstücke à partir de morceaux d'autres compositeurs et d'opérettes célèbres.

## Œuvres principales

### Vaudevilles etVolkstücke
- Ein Wiener in Amerika, vaudeville avec chants de F. Antony
- Die gemeinschaftliche Hochzeitsreise, vaudeville avec chants d'Adolf Stolze
- Der Kibitz, vaudeville en 3 actes avec chants, musique de Bernhard Buchbinder
- Was ein Frauenherz begehrt, opérette-ballet en 1 acte de Julius Wilhelm, Chorégraphie de Louis Gundlach.
- 1879 : Die silberne Hochzeit
- 1881 : Unser Schatzerl, vaudeville en 4 actes avec chants de Bruno Zappert d'après Leon Treptow
- 1882 : Kaiser Joseph im Volke, Volksstück historique avec chants et danses en 6 tableaux de Carl Elmar
- 1883 : Herzens-G’schichten, vaudeville en 3 actes avec chants de Fritz Mai
- 1883 : Maria und Noemi, spectacle en 5 actes de Ferdinand Reiffen d'après Teobaldo Ciconi
- 1884 : Ein Medium, vaudeville en 3 actes avec chants de Carl Costa
- 1891 : Der Gimpel, vaudeville en 4 actes avec chants de Carl Costa d'après Rudolph Kneisel et Hermann Hirschel
- 1891 : Ein dunkles Geheimnis, mélodrame en 4 actes d'Ernst Dorn d'après John Douglas
- 1891 : Unser Wien im XX. Jahrhundert, vaudeville en 5 actes avec chants de Heinrich Thalboth et F. Antony
- 1892 : Die Tragödie der Posse, Volksstück en 4 actes d'Adolf Rosée
- 1892 : Wiener Feiertage, vaudeville en 3 actes avec chants de Josef Wimmer
- 1894 : Der Herr Bigelhofer
- 1902 : Im Reiche der Harmonie, ballet à grand spectacle en 1 acte de Louis Grundlach
- 1903 : Die Türken vor Wien 1683, évocation historique de Friedrich von Radler

### Opérettes et arrangements

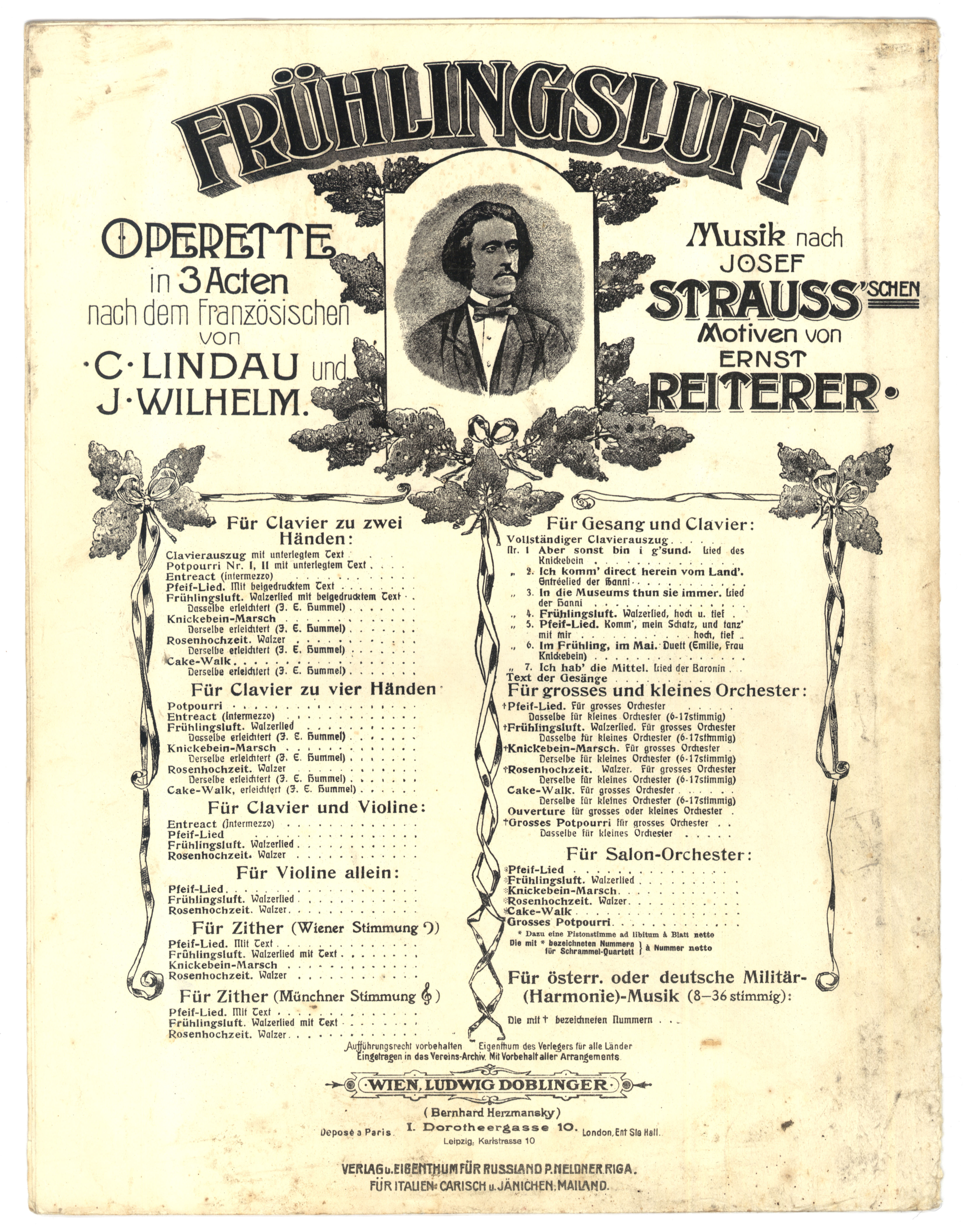
Frühlingsluft

- 1902 : Gräfin Pepi, opérette en 3 actes de Victor Léon, musique de Johann Strauss II d'après Simplicius et Blinde Kuh arrangés par Victor Léon et Ernst Reiterer
- 1903 : Frühlingsluft, opérette en 3 actes de Karl Lindau et Julius Wilhelm, musique d'après Josef Strauss
- 1904 : Jung Heidelberg, opérette en 3 actes de Leopold Krenn et Karl Lindau, musique d'après Carl Millöcker
- 1905 : Frauenherz, opérette en 3 actes de Karl Lindau, musique d'après Josef Strauss
- 1907 : 1001 Nacht, opérette fantastique en 2 actes et un prologue de Leo Stein und Karl Lindau, musique d'après Johann Strauss II
- 1918 : Johann Nestroy, singspiel en 3 actes de Alfred Maria Willner et Rudolf Oesterreicher, musique d'après le folklore biennois arrangé par Siegmund Eibenschütz et Ernst Reiterer

### Chansons
- Das is der Moment, wo der Aff’ in’s Wasser springt, chanson, paroles de Theodor Taube
- Der fade Alfred, chanson, paroles de Karl Lindau
- Das tolle Mizzerl, valse chantée, paroles d'Alfred Angermayer
- Original und Copie, chanson
- So bissel Paprika, chanson, paroles de Carl Costa
- Puppenlied (Zwei Puppen, weiss und roth bemalt), paroles de Karl Lindau
- Weana Früchtl, In unsara Gassen, Ein Sang aus „Ottakring“, paroles d'Alfred Angermayer

### Musique pour piano
- Abendlied pour piano
- Entre acte, op. 40
- Ständchen pour piano
- Tempo di Valse pour piano
- Tyrolienne pour piano
- Walzerlied (sans paroles)

## Sources et références
- (de) Cet article est partiellement ou en totalité issu de l’article de Wikipédia en allemand intitulé « Ernst Reiterer » (voir la liste des auteurs).

1. ↑   Wiener Volkstück désigne une pièce de théâtre populaire comportant des parties chantées et dansées, à Vienne, par exemple dans les établissements du Prater.